# Pierre Dufour d'Astafort
Pour les articles homonymes, voir Pierre Dufour et Dufour.
Pierre Georges Marie Charles Dufour d'Astafort est un cavalier français né le 6 février 1886 au Mans et mort le 11 novembre 1957 à Paris. Aux Jeux olympiques de 1912, à Stockholm, il obtient la médaille d'argent de saut d'obstacles par équipe.

## Biographie

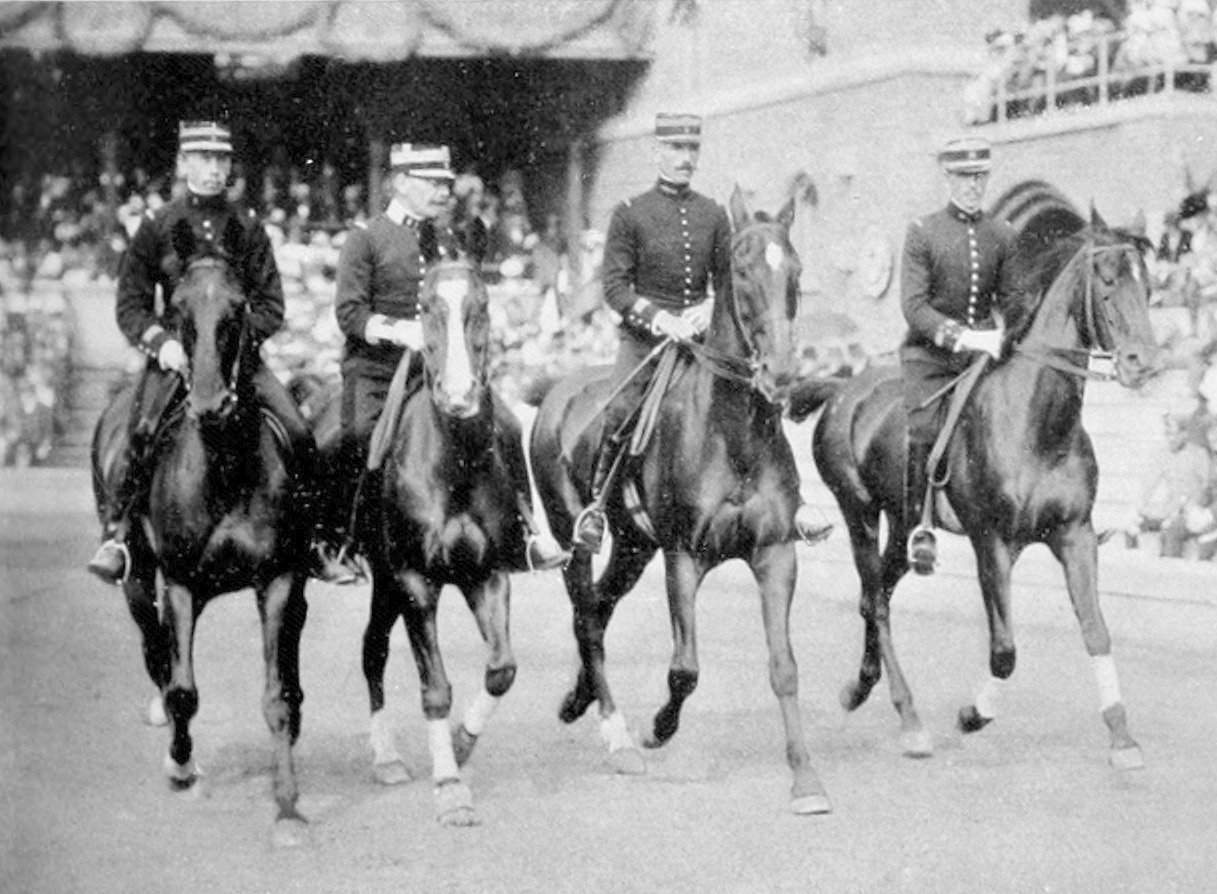
Stockholm, 1912. L'équipe de France de saut d'obstacles. De gauche à droite : Dufour d'Astafort (avec Amazone), Meyer, Cariou et Seigner.

Il naît le 6 février 1886 au Mans. Il est le fils de François Dufour d'Astafort et de Marguerite de Cantillon.
En 1905, il entre à l'École spéciale militaire de Saint-Cyr. En 1907, il est affecté au 5e régiment de dragons, en tant que sous-lieutenant. En 1908, il passe au 3e régiment de cuirassiers. En 1909, il est nommé lieutenant.
En 1912, il participe aux Jeux olympiques de Stockholm. En dressage individuel, il se classe 19e avec Castibalza. En saut d'obstacles individuel, il se classe 13e, avec Amazone.
Dans les épreuves par équipe, aux côtés de Jacques Cariou, d'Ernest Meyer et de Gaston Seigner, il se classe 4e au concours complet avec Castibalza, et remporte la médaille d'argent au saut d'obstacles avec Amazone.
En 1913, il est affecté au 27e régiment de dragons. En 1914, au combat, il est blessé à l'abdomen. Il est fait chevalier de la Légion d'honneur. En 1916, il est nommé capitaine, et mis à la disposition du grand chancelier de la Légion d'honneur. En 1918, il est détaché à l'état-major de l'Armée. En 1919, il est affecté au 22e régiment de dragons. Cette année-là, il épouse Antoinette Pierrine Lucie Fischer.
En 1933, chef d'escadron au 1er régiment étranger de cavalerie, il est fait officier de la Légion d'honneur. En 1942, il est fait commandeur de la Légion d'honneur pour son action en 1940 comme lieutenant-colonel au 9e groupe de reconnaissance divisionnaire (2e GRDI de la 9e division d'infanterie). Il meurt le 11 novembre 1957 à Paris.

## Distinctions
- Commandeur de la Légion d'honneur (1942)
- Croix de guerre 1914–1918
- Croix de guerre des Théâtres d'opérations extérieurs[11]